# تسندشاید
تسندشاید (به آلمانی: Zendscheid) یک شهر در آلمان است که در بیتبورگ-پروم واقع شده‌است.